# Liberec (stacja kolejowa)
Liberec – główna stacja kolejowa w Libercu, w kraju libereckim, w Czechach.

## Połączenia
- Česká Lípa hl.n.
- Černousy
- Decin hl.n.
- Dresden Hauptbahnhof
- Frýdlant v Čechách
- Jetřichovice
- Kořenov
- Nová Paka
- Pardubice
- Seifhennersdorf
- Szklarska Poręba
- Tanvald
- Ústí nad Labem hl.n.
- Varnsdorf
- Żytawa